# IC 4386
</tr 
IC 4386 је спирална галаксија у сазвјежђу Кентаур која се налази на листи објеката дубоког неба у Индекс каталогу.
Деклинација објекта је - 43° 57' 41" а ректасцензија 14h 15m 2,3s. Привидна величина (магнитуда) објекта IC 4386 износи 12,1 а фотографска магнитуда 12,7. Налази се на удаљености од 26</tr милиона парсека од Сунца. IC 4386 је још познат и под ознакама ESO 271-25, MCG -7-29-11, AM 1411-434, IRAS 14118-4343, PGC 50905.